# Chaussée d'Antin - La Fayette (metrostation)
Chaussée d'Antin – La Fayette er en station på metrolinjerne 7 og 9 i metronettet i Paris, beliggende i 9. arrondissement. Hver metrolinje har sin egen dato for, hvornår «dens» station blev åbnet; linje 7 5. november 1910, og linje 9 3. juni 1923.
Metrostationen ligger, som navnet siger, hvor rue de la Chaussée-d'Antin og rue Lafayette krydser hinanden. Inde på stationen findes et freskomaleri udført af Jean-Paul Chambas. Stormagasinet Galeries Lafayette ved Boulevard Haussmann ligger nær ved stationen.

## Trafikforbindelser
- RATP

- Perron for linje 7 på Chaussée d'Antin - La Fayette-stationen (2004)
- Indgang fra boulevard Haussmann